# Valentina Alazraki
Valentina Alazraki Crastich (ur. 19 stycznia 1955 w Meksyku)  – meksykańska dziennikarka, korespondentka watykańska, autorka książek, wykładowca uniwersytecka i działaczka społeczna.

## Życiorys
Valentina Alazraki Crastich od 1974 relacjonuje dla stacji Televisa wydarzenia z Rzymu i Watykanu, będąc wtedy najmłodszą dziennikarką akredytowaną przy Biurze Prasowym Stolicy Apostolskiej jako zagraniczna korespondentka. Od tamtej pory relacjonuje wszystkie najważniejsze wydarzenia watykańskie. Jako dziennikarka towarzyszyła Janowi Pawłowi II podczas 100 z jego 104 podróży apostolskich. W styczniu 1979, przed papieską pielgrzymką do Meksyku, przeprowadziła pierwszy wywiad z Janem Pawłem II. Była również specjalnym wysłannikiem swojej macierzystej redakcji podczas 23 podróży zagranicznych Benedykta XVI i podczas 32 międzynarodowych podróży papieża Franciszka. 

## Nagrody i wyróżnienia
- Doktor honoris causa Uniwersytetu Papieskiego Jana Pawła II w Krakowie (2022)
- Wielki Krzyż Orderu Piusa IX za wybitne zasługi wobec papieża (2021)[3].